# Conchapelopia intermedia
Conchapelopia intermedia är en tvåvingeart som beskrevs av Ernst Josef Fittkau 1962. Conchapelopia intermedia ingår i släktet Conchapelopia och familjen fjädermyggor. Arten är reproducerande i Sverige. Inga underarter finns listade i Catalogue of Life.